# Howard Barish
Spencer Averick é um produtor cinematográfico e ator americano. Como reconhecimento, foi nomeado ao Oscar 2017 na categoria de Melhor Documentário em Longa-metragem por 13th.